# Обединени арабски емирства
Обединените арабски емирства (на арабски: دولة الإمارات العربية المتحدة, [ал-Имара̀т ал-Арабѝя ал-Мута̀хида]) (съкратено: ОАЕ, разговорно: Емиратите) са арабска държава, разположена в югоизточната част на Арабския полуостров в Югозападна Азия.
Тя включва 7 емирства: Абу Даби, Аджман, Дубай, Рас ал-Хайма, Ум ал-Куейн, Фуджейра и Шарджа. Някои от изброените емирати попадат под определението за микродържава.

## География
Обединените арабски емирства са разположени в Югозападна Азия, на Арабския полуостров, покрай бреговете на Персийския и Оманския заливи. Стратегическото географско разположение на страната на южните подстъпи към Ормузкия проток я прави важна транзитна база в транспорта на нефт. На изток ОАЕ граничат с Оман (дължина на границата 410 km), на юг и югозапад със Саудитска Арабия (730 km) и на северозапад с Катар (37 km).
Площта на ОАЕ е около 77 700 km² (по други данни 82 900 km²). Тази стойност е приблизителна, тъй като голяма част от границите на страната преминават през пустинни райони, не са строго определени и са предмет на спорове между отделните страни. Не е изяснена и принадлежността на някои острови, оспорвани от Иран и Катар.
Бреговата линия на ОАЕ с Персийския залив е с дължина над 650 km, а с Оманския залив – 190 km. Бреговете са предимно ниски, изрязани с плитки заливи, съпроводени с множество малки острови, а на значително протежение се простират коралови рифове. Голяма част от крайбрежните райони са заети от пресъхнали солени езера, достигащи далеч навътре в сушата. Най-голямото естествено пристанище е Дубай, но и на няколко други места, като Абу Даби и Шарджа, са изградени пристанища, позволяващи акостирането на големи кораби. В страната преобладават пясъчните и солончаковите пустинни равнини, като на запад се простират каменистите пустини (хамади), а на юг крайбрежната низина преминава в пясъчната пустиня Руб ел-Хали, продължаваща и в Саудитска Арабия. В тези пустинни области са разположени 2 големи оазиса – Ал-Джива на юг и Ал-Бурайми на изток (голяма част от който е на територията на Оман). В източната част се намира планината Хаджар, съставна част на Оманските планини, където се издига най-високата точка на страната – 1127 m. Те са изградени от варовици, серпентинити и шисти.
Климатът на ОАЕ е сух и горещ. През най-топлите месеци юли и август средните температури са 30 – 35 °C, а максимални по крайбрежието надхвърлят 48 °C . Средните температури през януари и февруари са около 20 °C, а минималните между 10 °C и 14 °C. В края на лятото влажният югоизточен вятър, наричан шарки (на арабски: източен), прави крайбрежните области особено неприятни. Средното годишно количество на валежите по крайбрежието е под 120 mm, но в планинските части достига до 350 mm. Дъждовете често падат във вид на кратки интензивни порои, които наводняват сухите през останалото време речни корита. Не са рядкост и силните пясъчни бури. В оазисите се отглеждат лозя, финикова палма, лимони, манго, банани, тютюн и др., а от естествената растителност са характерни акацията и тамариксът. В планинските райони растителността е от саванен тип. Животинският свят е представен главно от пустинни животни – пустинен заек, газела, някои видове гущери и змии. Във водите на Персийския залив се добиват перли.

## История
Преди откриването на нефта по тези земи през 1950 г. ОАЕ е група от силно изостанали и неразвити държавици под закрилата на Великобритания. Петролната индустрия довежда до бърз икономически растеж и модернизация, което помага на емирствата да се освободят от британска зависимост в началото на 70-те години. По-голямата част от петрола на страната е открита в Абу Даби, което го прави най-богатото и силно измежду седемте емирства.

## Държавно устройство
Със стабилна икономика, поддържана от нефтената индустрия, ОАЕ се славят с един от най-високите стандарти на живот в света. Конституцията на ОАЕ, приета с независимостта през 1971 г. временно, а през 1996 г. – окончателно, постановява федерално правителство, като оставя много власт на емирствата. Правителството има изпълнителна, законодателна и съдебна власт, като изпълнителната има най-големи правомощия. В страната няма политически партии и избори. От самото начало пред ОАЕ стоят много предизвикателства, за които мнозина смятат, че ще доведат новата федерация до провал. Страната е имала спорове за границите със Саудитска Арабия и Оман, а наред с това и вътрешни конфликти за власт между емирствата. Освен това още през 1971 г. Иран завзема островите Абу Муса, Тунб ал Кубра и Тунб ас Сухра в Персийския залив, за които ОАЕ са предявявали претенции преди това.
Политически страната е стабилна от десетилетия, водена от емира на Абу Даби шейх Зайед бин Султан ал-Нахаян до неговата смърт през 2004 г. Той е наследен на поста владетел на Абу Даби от най-големия си син, шейх Халифа бин Зайед ал-Нахаян, който става и президент на ОАЕ. Въпреки че държавните институции са близки с тези в демократичните страни, най-важните и отговорни постове се предават по наследство, като всяка управляваща фамилия представя своя народ. Политиката е процес на задоволяване на претенциите на управляващите фамилии, а също така и на заможните търговци и духовни водачи.
Седемте емирства и техните сегашни владетели
- Абу Даби – шейх Мохамед ибн Заед ал-Нахаян, от 2004 г.
- Аджман – шейх Хумаид бин Рашид ал-Нуайми, от 1981 г.
- Дубай – шейх Мохамед бин Рашид ал-Мактум, от 2006 г.
- Фуджейра – шейх Хамад бин Мухамад ал-Шарка, от 1974 г.
- Рас ал-Хайма – шейх Сауд бин Сакр ал-Касими, от 2010 г.
- Шарджа – д-р шейх Султан бин Мухамад ал-Куасими, от 1987 г.
- Ум ал-Куейн – шейх Рашид бин Ахмад ал-Муала, от 1981 г.

## Население
Населението на ОАЕ към 2020 г. е 9 992 083 души, като 87,9% са имигранти. Около 59,4% от населението са южноазиатци (включително от Индия 38,2%, от Бангладеш 9,5%, от Пакистан 9,4%, други 2,3%), а останалите са араби (11,6%), египтяни 10,2%, филипинци 6,1%, други 12,8%.
Повечето от гражданите са мюсюлмани. Ислямът е официална религия в ОАЕ, като има и значителни малцинства, проповядващи християнство и други религии. Арабският език е официалният език на страната и се използва от правителството и държавните служители, докато английският е все по-важен в търговията и икономиката.
През 2015 г. 93,8% от населението е грамотно.
По-големи градове в страната са Абу Даби, Аджман, Алайн, Рувайс, Диба, Диба ал-Хесн, Диба ал-Бая, Дубай, Фуджейра, Калба, Кавр Факкан, Мина Джабал Али, Мина Сакр, Мина Заийд, Рас ал-Хайма, Ум ал-Куейн, Ютуф, Шарджа, Сила.

## Българска общност и отношения с България
През октомври 2015 г. българското правителство решава да открие посолство в град Абу Даби. Мотивацията е, че „ОАЕ придобива значително влияние на регионално и международно равнище и се превръща в световен икономически и търговски център с огромно влияние и авторитет.“
Към 2015 г. българската общност в ОАЕ наброява около 3500 души и е една от най-големите български общности в Близкия изток.

## Икономика
Богатството на ОАЕ основно се основава на износа на нефт и природен газ, който формира 33% от БВП на страната. ОАЕ е третият най-голям нефтопроизводител в Персийския залив след Саудитска Арабия и Иран (поради военните действия иракското нефтено производство се мени постоянно и не се отчита). От 1973 г. ОАЕ претърпява пълно преобразуване от беден регион на малки пустинни емирства до модерна страна с висок стандарт на живот. БВП на човек от населението не е много под тези на западноевропейските държави, а приходите от петролни продажби и умерената външнополитическа позиция са позволили на държавата да играе важна роля по въпросите, засягащи региона.
В последните години правителството търси начини да намери други източници на доходи и да намали зависимостта от нефтените залежи. Сред резултатите на тези усилия е постоянното развитие на туризма, основан на крайбрежни, пустинни и спортни курорти и инфраструктура. Успехът на тези начинания, заедно с други фактори като сравнително евтините стоки, високите температури, които преобладават през цялата година, инженерните чудеса като Бурж Ал Араб и Палмовите острови, както и добрите отношения със Запада, довеждат до това, че в днешни дни много хора наричат малката държава Хонконг на Близкия изток.
Работници имигранти съставляват 85% от работната сила.